# James Cosmo
James Ronald Gordon Copeland (Clydebank, 24 mei 1948) is een Schotse acteur met de artiestennaam James Cosmo. Hij bezocht de Royal Scottish Academy of Music and Dramatic Art en studeerde ook aan de Bristol Old Vic Theatre School. Cosmo trad op in ruim 110 films en televisieshows waarbij hij in de serie Warship (1973–1977) in 20 afleveringen de rol van Reg Fuller vertolkte. Hij speelde onder meer ook mee in The Persuaders, UFO, The Sweeney, The 10th Kingdom, The Professionals, C.A.T.S. Eyes, Taggart, dramaserie Casualty, Between the Lines, Rebus, The Bill en hij speelt een seriemoordenaar in de televisieserie Silent Witness ("Paradise Lost" (2012)). Hij is sinds 2000 gehuwd met Annie Harris en ze hebben twee kinderen.

## Geselecteerde filmografie
- 1971: Assault als Det. Sgt. Beale
- 1978: Kidnapped als Beggar (miniserie)
- 1986: Highlander als Angus MacLeod
- 1995: Braveheart als Campbell
- 1996: Trainspotting als Mr. Renton
- 1996: Emma als Mr. Weston
- 2000: The Patriot
- 2001: To End All Wars als McLean
- 2002: The Four Feathers als Kolonel Sutch
- 2004: Troy als Glaucus
- 2006: Half Light als Finlay Murray
- 2007: The Axeman Cometh in Midsomer Murders als Jack Axeman McKinley
- 2007: The Last Legion
- 2010: Sons of Anarchy Als Father Kellan Ashby (serie)
- 2011-2013: Game of Thrones als Lord Commander Jeor Mormont (serie)
- 2012: Citadel als de priester
- 2013: Hammer of the Gods
- 2013: The Christmas Candle als Herbert Hopewell
- 2017: T2 Trainspotting als Mr. Renton
- 2018: Outlaw King als Robert Bruce Senior
- 2018: In Darkness als Niall
- 2019: His Dark Materials als Farder Coram
- 2020: Skylines als Grant
- 2022: Scrooge: A Christmas Carol als Mr. Fezziwig (stem)
- 2022: Tom Clancy's Jack Ryan als Luca (tv-serie)

- Bibsys: 8002271
- Biblioteca Nacional de España: XX4987908
- Bibliothèque nationale de France: cb15001133b (data)
- Gemeinsame Normdatei: 1140030965
- International Standard Name Identifier: 0000 0001 0869 5319
- Library of Congress Control Number: nr2005023531
- MusicBrainz: 746c9501-708d-4234-b008-276d473973dc
- Nationale Bibliotheek van Tsjechië: xx0156048
- Nationale Bibliotheek van Israël: 987007316900605171
- Nederlandse Thesaurus van Auteursnamen: 358173973
- Système universitaire de documentation: 161263690
- Virtual International Authority File: 10122946
- WorldCat: E39PBJmdy8fdvRrm99X99ghT73